# Charles E. Ackerly
Charles E. Ackerly (* 3. Januar 1898 in Cuba, Allegany County; † 17. August 1982 in Florida) war ein US-amerikanischer Ringer und Olympiasieger 1920 im freien Stil im Federgewicht.

## Werdegang
Charles Edwin Ackerly stammte aus Kentucky. Er begann an der Oberschule mit dem Ringen und besuchte danach die Cornell-University in Ithaca, New Jersey. Dort wurde er von Walter O’Connell trainiert.
1919 gewann Charles die Eastern Championships (Meisterschaft der an der Ostküste der USA liegenden Staaten) im Federgewicht und qualifizierte sich damit für die Olympischen Spiele 1920 in Antwerpen. In Antwerpen gewann Charles die vier Kämpfe, die er bis zum Olympiasieg zu bestreiten hatte. Im entscheidenden Kampf zeigte er sich seinem US-amerikanischen Studienfreund von der Penn University Samuel Gerson überlegen.
An weiteren internationalen Meisterschaften nahm Charles Edwin Ackerly nicht mehr teil. Die nächste Gelegenheit wäre allerdings erst bei den Olympischen Spielen 1924 gewesen, weil zu seiner Zeit weder Weltmeisterschaften im freien Stil, noch Panamerikanische Spiele durchgeführt wurden.

## Internationale Erfolge
1920, Goldmedaille, Olympische Spiele in Antwerpen, Freier Stil, Federgewicht (bis 60 kg Körpergewicht), mit Siegen über Dialetis, Griechenland, Kaiser, Schweiz, Philipp Bernard, Großbritannien und Samuel Gerson, USA